# Mario Bonomo
Mario Libero Bonomo (ur. 25 stycznia 1912 w Asiago, zm. 28 sierpnia 1983 tamże) – włoski skoczek narciarski i kombinator norweski, uczestnik Zimowych Igrzysk Olimpijskich 1936 w Garmisch-Partenkirchen.
W Garmisch-Partenkirchen wystąpił w zawodach na skoczni normalnej, których jednak nie ukończył.
Był siedmiokrotnym medalistą mistrzostw Włoch w skokach narciarskich, w tym dwa razy złotym oraz trzykrotnym medalistą mistrzostw kraju w kombinacji norweskiej (brąz w 1931 i 1932, srebro w 1934).